# 茜屋日海夏
茜屋日海夏（日语：／ Akaneya Himika，1994年7月16日—），日本女性聲優、偶像、YouTuber、女優。出身於秋田縣，81 Produce所屬。身高160cm，血型O型。

## 人物
特技為插畫，喜歡的動畫歌曲為坂本真綾的
2013年進入青山学院大学就讀法学部。

## 參與作品
※粗體字為主要角色

### 電視動畫
2013年
- 結界女王（女學生B）
- 星光少女 彩虹舞台（客3）

2014年
- 超級索尼子（聖誕少女B）
- 流浪神差（南喻、學生A）
- 星光少女 All Star Selection（真中菈菈）
- 星光樂園（真中菈菈）

2015年
- 純情羅曼史3（女子們）
- 我家有個魚乾妹（女、店員、女學生、女學生B、女主播、母）
- Dance with Devils（立華律香）

2016年
- ReLIFE（玉來萌香、音聲）
- 終末的伊澤塔（伊澤塔）

2017年
- 黑色推銷員NEW（女性社員）
- 偶像時間星光樂園（真中菈菈[3]）
- 帶著智慧型手機闖蕩異世界。（拉琵絲）
- 寶石之國（鋯石）
- 我家有個魚乾妹R（奏圓香）

2018年
- 七大罪 戒律的復活（珍娜）
- 小木乃伊到我家（茂木朝）
- 魔法少女網站（奴村露乃）
- 後街女孩（蘭）
- 百鍊霸王與聖約女武神（高尾瑠璃）
- 青春豬頭少年不會夢到兔女郎學姊（上里沙希）
- RErideD -穿越時空的德理達-（尤莉·迪特里希[4]）
- 叛逆性百萬亞瑟王（納克拉維）

2019年
- 迷你刀使（安櫻美炎[5]）
- 魔術學姐（姐姐[6]）
- 星夢頻道（金森麻里愛）(菈菈)
- 星光王子 KING OF PRISM -Shiny Seven Stars-（G.o.d. IV）
- 歌舞伎町夏洛克（城田結衣）

2020年
- 社長，戰鬥的時間到了！（昴[7]）
- 黑色五葉草（ダズー・タヤク）

2021年
- 七大罪 憤怒的審判（珍娜）

2022年
- 聯盟空軍航空魔法音樂隊 光輝魔女（西杉智美）

### OVA
2015年
- 我家有個魚乾妹（女學生）
- 流浪神差「夜斗神連續殺人事件」（南喻）※單行本第15卷限定版附贈DVD

2018年
- ReLIFE"完結篇"（玉來萌香）

### 劇場版動畫
2014年
- 星光少女 群星閃耀 星光☆十強（真中菈菈）

2015年
- 劇場版星光樂園 大集合！星光☆之旅（真中菈菈）
- Love Live! 學園偶像電影（校園偶像）
- 跳出星光樂園 大家的目標！偶像☆大賽（真中菈菈）

2016年
- 星光樂園 大家的憧憬♪ 去吧☆星光巴黎（真中菈菈）

2017年
- 劇場版星光樂園 一起閃耀吧！閃亮亮☆星光LIVE！（真中菈菈）
- 与魔共舞 剧场版 Dance with Devils Fortuna（立華律香）

2018年
- 劇場版 星光樂園&星夢頻道～閃耀紀念LIVE～（真中菈菈）

2019年
- LAIDBACKERS（舞坂舞[8]）

2023年
- 青春豬頭少年不會夢到嬌憐外出妹（上里沙希）

2024年
- i☆Ris the Movie -Full Energy!!-（茜屋日海夏[9]）

2025年
- 偶像學園×星光樂園 THE MOVIE -相遇的奇蹟！-（真中菈菈[10]）

### 網路動畫
2018年
- 15歲，今天開始同居生活（深川杏里）

### 舞台劇
2021年
- 『境界觸發者the Stage』（宇佐美 栞）

2022年
- 『境界觸發者 the Stage』大規模侵略戰篇（宇佐美 栞）

2023年
- 『境界觸發者 the Stage』B級RANK戰開始篇（宇佐美 栞）

### 遊戲
2013年
- 坦克戰記4 〜月光的歌姬〜（堇）

2014年
- 我的魔塔～超越傳說無盡之塔～（日语：俺タワー -Over Legend Endless Tower-）（活動扳手）

2016年
- 白貓Project（守護天使 露卡）

2017年
- 幻想少女（董白、張寶[11]）
- 極限凸城 裝甲戰姬（莉芙）
- Fate/Grand Order（喀耳刻）

2018年
- 刀使之巫女 刻印一閃之燈火（安櫻美炎[12]）
- 卡里古拉：過量強化（梔子）
- 問答RPG 魔法使與黑貓維茲（露卡·福爾提斯）

2019年
- 47 HEROINES（水府千佳[13]）
- BLACK STELLA（真藤玲巳[14]）

2020年
- 方根膠捲 Root Film（璃步[15]）
- 幻想大陸戰記 路娜吉亞戰記（麗[16]）

2023年
- Fate/Samurai Remnant（无主Caster）

時期未定
- 幻想牢獄的萬花筒（五條風華[17]）

### 廣播劇CD
- 緋之纏（2014年，一太郎） - 漫畫第10卷限定版[18]
- Avian Wander REACT（2014年，拉比喵） - 漫畫「Avian Wander Complete」特別附錄廣播劇CD[19]
- 第38期 藍本女子高等學校學生會活動日誌 藍本（2014年－2015年，一之瀨成美） - i☆Ris 2nd Anniversary Live〜Dream Evolution〜入場者配送的非賣品，漫畫單行本附贈廣播劇CD
- （2014年，帕蕾莉亞） - 漫畫「Landreaall」25卷限定版特別附贈廣播劇CD

### 廣播節目
- 日本朗讀學園（2013年－2016年，廣播大阪、Radital、HiBiKi Radio Station、NICONICO動畫廣播大阪頻道）[20]
- DIVE II Station NewGenerations!（2014年、2015年，文化放送）※2014年6月度&2015年12月度主持人
- 「魔法少女網站」與某個不幸少女們的廣播（2018年，HiBiKi Radio Station）[21]
- 介紹RErideD快樂的網路廣播（2018年，YouTube）[22]

### 廣播CD
- 日本朗讀學園 活動報告之1
- 變態音響監督吉田 vs 日本朗讀學園 VOL.2

### 網路電視
- A&G ARTIST ZONE i☆Ris的2h（超!A&G+：2013年8月5日－2014年12月29日）※i☆Ris成員交換主持
- 新動畫「星光樂園」聲優演出！〜播放開始前特別節目！〜（NICONICO直播：2014年6月29日）
- i☆Ris（茜屋日海夏、芹澤優、久保田未夢）聲優直播演出 〜星光樂園特別節目part.2〜（NICONICO直播：2014年8月9日）
- 與i☆Ris一起吃宵夜！（NICONICO直播：2015年5月26日）
- 妖怪之國自誇（辰子姬）

### 有聲動漫
2013年
- 東京シャッターガール（日语：東京シャッターガール）（夢路步）

### 電影
- 馬之骨（2018年，水島繪理[23]）
- 你們全都很難搞！（2019年，榎本英子[24]）

### 雜誌
- TV Pia 2014年8月12日號（2014年7月30日發售）
- 動畫 The 電視（2014年7月31日發售）

### 其他
- 東北應援角色「東北俊子」（東北霧）
- VOICEROID+ 東北霧 EX

## 外部連結
- （日語）茜屋日海夏 | i☆Ris OFFICIAL WEB SITE （页面存档备份，存于）
- （日語）81プロデュースによる公式プロフィール （页面存档备份，存于）
- （日語）茜屋日海夏的X（前Twitter）